# Picoides albolarvatus
Picoides albolarvatus là một loài chim trong họ Picidae.